# Сарымолдаев, Кабылбек
Кабылбек Сарымолдаев (Сармолдаев) (каз. Қабылбек Сарымолдаев; 22 февраля 1898, село Ойтал, Аулиеатинский уезд Сырдарьинская область, Туркестанский край — 25 февраля 1938, Алма-Ата, Казахская ССР, СССР) — советский и казахский государственный деятель.

## Биография
Родился 22 февраля 1898 года в селе Ойтал Аулиеатинского уезда Сырдарьинской области Туркестанского края.
Окончил 4-классную русско-казахскую школе в Мерках (с отличием) и школу в Аулиете (1914). Работал на почте.
С 1918 года член Революционного союза казахской молодежи и РКП(б). Участник установления советской власти. В 1919 году председатель Комиссии по борьбе с голодом.
В 1922—1923 гг. заведующий отделом пропаганды Алма-Атинского райкома Компартии Туркестана. В 1923—1924 гг. председатель Сырдарьинского облисполкома.
С 1924 года нарком рабоче-крестьянской инспекции Хорезмской Республики. В 1925—1927 гг. возглавлял торговое представительство Казахской АССР в Ташкенте.
С 1927 года в Казакской АССР:
- 1927—1928 председатель Центрального совета народного хозяйства;
- 1928—1931 заместитель председателя Республиканской плановой комиссии;
- 1931—1933 нарком земледелия;
- 1933—1936 председатель Восточно-Казахстанского облисполкома и председатель Торгайского райисполкома.
- 1936—1937 1-й заместитель наркома пищевой промышленности.

Стал жертвой политических репрессий. Расстрелян в Алма-Ате 25 февраля 1938 года.
Автор воспоминаний:
- Сарымолдаев К. Мое воспоминание о восстании казахов Меркенского района в 1916 г. // Красный Казахстан, Кзыл-Орда. — 1926. — № 2-3.

Его именем названы село Сарымолдаева и улица в селе Мерке.